# Asplenium pseudovulcanicum
Asplenium pseudovulcanicum är en svartbräkenväxtart som beskrevs av Cornelis Rugier Willem Karel van Alderwerelt van Rosenburgh. Asplenium pseudovulcanicum ingår i släktet Asplenium och familjen Aspleniaceae. Inga underarter finns listade.